# 親中媒體
親中媒體，又稱為親華媒體、親共媒體、亲中共媒体、紅色媒體，指立場傾向中國共產黨和中華人民共和國政府的傳媒。

## 香港
在香港，親中媒體主要分為兩種，一類是傳統左派背景或中國政府及資本直接控制、代表中共官方立場的媒體，如《大公報》、《文匯報》、《香港商報》、《鳳凰衛視》，網媒《點新聞》、《橙新聞》、《港人講地》、《HKG報》、《巴士的報》、《中國評論通訊社》（簡稱中評社）、《南華早報》等，傳遞近中國官方政治立場；另一類是較傾向於香港建制商界，因其本身階級利益而導致報導偏向親中，如《電視廣播有限公司》（TVB）、《亞洲電視》（ATV）、《晴報》、《HOY TV》、《亞洲週刊》、《星島日報》、《東方日報》、《有線新聞》等。此外也有少數自稱中間派但實際操作仍偏向親中的媒體《am730》等。
親中港媒一般也會在立場上傾向香港特別行政區政府和建制派政黨，在平衡報道上給予特區政府和建制派有更多的篇幅，以及支持中共及其特區政府執政，在國際和兩岸新聞立場親中。
反對逃犯條例修訂草案運動後，在網路上開始出現更多親中KOL，其中有新民黨立法會議員李梓敬發起「KOL100」計劃，如李梓敬本人YOUTUBE頻道《KOLHK 時事梓引》、工聯會立法會議員陳穎欣、《華記正能量Alex Yeung channel》、《黑超哥》等 。

## 澳門
澳門自1966年一二·三事件後，主流輿論受到亲中媒体控制，澳門民主派在發展及勢力上仍不如建制派及親中社團。
澳門銷量最高的報紙《澳門日報》內容大多支持澳門特別行政區政府依法施政，及支持中華人民共和國政府和中國共產黨（愛國愛澳），在報導台灣新聞時亦會在立法委員、政府、行政院、立法院等政府部門和職位名稱前加上引號以表示「不承認其正當性」之意。澳門廣播電視亦經常在「台灣政府」前加上「所謂」一词，亦稱呼中華民國總統為「台灣地區領導人」。《澳門日報》的親中态度常被民主派團體新澳門學社等團體批评，其曾出版具有惡搞性質的「愛瞞日報」（已結業）以表達對《澳門日報》的諷刺。2010年澳門五一遊行中，有澳門群眾打着「澳視澳門，日瞞夜瞞」的標語抗议《澳門日報》的亲中态度。

## 台灣
法國國家軍事學校戰略研究所、英國金融時報曾經指出中華人民共和國利用各種方式投資一批臺灣親中共派媒體並进行控制（如旺旺中時集團、聯合報系 、中天電視等）。
香港反對逃犯條例修訂草案運動期間，曾发起过反对中天新聞等台湾亲中媒体的“拒绝红色媒体、守护台湾民主”游行。

## 美國
- 《星島日報》（美國版）[12]。

## 日本
《日本經濟新聞》、《朝日新聞》被視為日本親中派媒體，經常支持對中華人民共和國友好的外交政策和政治立場。

## 馬來西亞

### 世界华文媒体集团
旗下涵盖近乎大部分马来西亚中文媒体。旗下子公司包括星洲日报、南洋商报、中国报、光明日报，以及香港明报。2023年，马来西亚世界华文媒体集团主席张聪发言称，该集团作为「中国海外媒体」，将发挥媒体力量宣扬中国好故事。

### AstroAEC
Astro AEC是马来西亚一家以华语播放的综合频道，于1997年9月1日开播，旗下多位主播曾参与过中国大陆电视网络节目。

## 新加坡

### 聯合早報
聯合早報被《開放雜誌》和台湾三立新聞網認為是親中媒體。 美国国营媒体美国之音、《華盛頓郵報》和法轮功媒体大纪元时报持相同观点，但聯合早報對此進行了反駁，不認為其為親中媒體。

## 媒體網站
香港、澳門及境外如台灣親中傳媒，即使親中，但由於其報導仍不完全為中國官方所支持的立場，其官方網站及報章依然被中華人民共和國政府所設置的防火長城干擾或完全封鎖。不過中國官方設立或特許的媒體，如中聯辦旗下大公報、香港文匯報、香港商報、點新聞、橙新聞的網站是少數未被封锁的新聞網站。